# Vasile Iordache
Vasile Iordache (* 9. Oktober 1950 in Iași) ist ein ehemaliger rumänischer Fußballspieler und späterer -trainer. Der Torwart bestritt 271 Spiele in der höchsten rumänischen Fußballliga, der Divizia A. Als Nationalspieler nahm er an der Fußball-Europameisterschaft 1984 teil.

## Karriere als Spieler

### Verein
Die Karriere von Vasile Iordache begann im Jahr 1969 in seiner Heimatstadt Iași bei Politehnica Iași, als er in den Kader der ersten Mannschaft berufen wurde und am 24. August 1969 zu seinem ersten Einsatz in der Liga 1 kam. In der Saison 1970/71 etablierte er sich als Stammspieler und wechselte im Sommer 1971 zum rumänischen Spitzenteam Steaua Bukarest.
Nach Anfangsschwierigkeiten konkurrierte er zunächst mit Carol Haidu, später mit Dumitru Moraru, um den Platz im Tor von Steaua. Keiner der Torhüter kam dabei über einen längeren Zeitraum hinweg regelmäßig zum Einsatz. Erst im Duell mit Necula Răducanu konnte Iordache seinen Platz behaupten und war von 1979 bis 1982 die unangefochtene Nummer 1. Gegen Ende seiner Zeit bei Steaua wurde er schließlich von Helmuth Duckadam aus dem Tor verdrängt.
Mit Steaua konnte Iordache zahlreiche Titel gewinnen. Neben zwei Meistertiteln in den Jahren 1976 und 1978 konnte er auch zwei Pokalsiege in den Jahren 1976 und 1979 feiern. Im Jahr 1984 verließ er schließlich Steaua und wechselte innerhalb der Divizia A zu FCM Brașov, wo er als Spielertrainer tätig war. Im Jahr 1986 hängte er die Fußballstiefel endgültig an den Nagel.

### Nationalmannschaft
Vasile Iordache kam zu 25 Einsätzen für die rumänische Fußballnationalmannschaft. Sein Debüt hatte er am 12. Mai 1976 im Hinspiel des Finals um den Balkan-Cup gegen Bulgarien. Aufgrund des großen Angebots von rumänischen Torhütern kam er nur in wenigen Länderspielen zum Einsatz und war lediglich im Jahr 1980 die Nummer eins. Im Jahr 1984 stand Iordache im Kader für die Europameisterschaft in Frankreich, konnte sich aber nicht gegen Dumitru Moraru und Silviu Lung durchsetzen, so dass er nicht zum Einsatz kam. Sein letztes Länderspiel bestritt er am 31. Juli 1984 im Freundschaftsspiel gegen China.

## Karriere als Trainer
Schon zum Ende seiner aktiven Laufbahn war Iordache Spielertrainer von FCM Brașov in der Divizia A. Schon in der Saison 1985/86 konzentrierte er sich vornehmlich auf dem Job an den Seitenlinie. Im Jahr 1986 verließ er nach zwei Jahren Brașov und kehrte als Torwarttrainer zu seinem früheren Verein Steaua Bukarest zurück. Die Tätigkeit unterbrach er in der Saison 1990/91, als er als Nachfolger von Ion Ciocan Cheftrainer von Universitatea Cluj wurde. In der Winterpause wurde er auf dem letzten Platz liegend entlassen.
Im Jahr 1994 verließ Iordache Steaua und Rumänien und übernahm Al Shabab in den Vereinigten Arabischen Emiraten. Dort konnte er im Jahr 1995 die Meisterschaft feiern und im Jahr 1997 den Pokalsieg. Über
Al-Ahli kam Iordache zu Al Ain, wo er erneut die nationale Meisterschaft gewann.
Im Jahr 2002 kehrte Iordache nach Rumänien zurück und wurde unter Cosmin Olăroiu Torwarttrainer bei Steaua. Diesen begleitete er auch auf seinen nächsten Stationen FC Național Bukarest und FC Timișoara, ehe er zu Steaua zurückkehrte. Später war er Co-Trainer bei unterklassigen Klubs.

## Erfolge

### Als Spieler
- EM-Teilnehmer: 1984 (Ersatzspieler)
- Sieger im Balkan-Cup: 1980
- Rumänischer Meister: 1976, 1978
- Rumänischer Pokalsieger: 1976, 1979

### Als Trainer
- Meister der Vereinigten Arabischen Emirate: 1995, 2002
- Pokalsieger der Vereinigten Arabischen Emirate: 1997, 2001